# The International 2013
The International 2013 (TI3) — третій в історії турнір з гри Dota 2, організований компанією Valve. 
Місце проведення — Сіетл, США, 3-12 серпня. Турнір транслювався за допомогою сервісу Twitch.tv чотирма мовами: китайською, англійською, російською та корейською.
В рамках турніру ТІ3 провели міні-турнір у формати 1 на 1 серед 8 гравців із запрошених команд. Учасників вибрали голосуванням серед глядачів-власників Компендіума. У турнірі грали 3 китайські гравці — Xiao8, Mu та Ferrari_430 —, українець Данило Ішутін (Dendi), німець Fata, малазієць Mushi, швед S4 та сінгапурець iceiceice.
Перше місце виборов Iceiceice.
Також у рамках ТІ3 провели перший матч усіх зірок (All-stars), в якому взяли участь 10 гравців із запрошених команд, вибраних власниками Компедіума. Гра мала розважальний характер. Перемогли сили Світла.
| Сили Світла | Сили Світла | Сили Світла   | Сили Темряви | Сили Темряви | Сили Темряви |
| ----------- | ----------- | ------------- | ------------ | ------------ | ------------ |
| Puppey      | Na'Vi       | Omniknight    | Loda         | [A]          | Juggernaut   |
| Mushi       | Orange      | Ursa          | ChuaN        | iG           | Meepo        |
| Ferrari_430 | iG          | Skeleton King | Dendi        | Na'Vi        | Pudge        |
| Burning     | DK          | Sniper        | Hao          | TongFu       | Tidehunter   |
| Akke        | [A]         | Gyrocopter    | ARS-ART      | Virtus.pro   | Axe          |

### Результати
| Місце | Команда          | Призові    |
| ----- | ---------------- | ---------- |
| 1     | The Alliance     | $1 437 204 |
| 2     | Natus Vincere    | $632 370   |
| 3     | Orange.Neolution | $287 441   |
| 4     | TongFu           | $201 208   |
| 5‒6   | DK               | $114 976   |
| 5‒6   | Invictus Gaming  | $114 976   |
| 7‒8   | Fnatic           | $43 116    |
| 7‒8   | Team Liquid      | $43 116    |